# かみせん。
『かみせん。』は、百瀬武昭による日本の漫画作品。『月刊ドラゴンエイジ』（富士見書房）にて2009年7月号から2011年10月号まで連載された。全27話。単行本は全5巻。

## ドラマCD
ランティスより2010年12月22日発売。オーディオドラマ4話に加え、タイトルコールとイメージソング「空想リジューム」（歌：麻生夏子）を含む全6トラック。「空想リジューム」のPV風MAD映像を収録したDVDが付属。

### キャラクターとキャスト
- 泉実 孝太郎（いずみ こうたろう） - 松岡禎丞
- 泉実 純一郎（いずみ じゅんいちろう） - 斧アツシ
- 泉実 裕次郎（いずみ ゆうじろう） - 水原薫
- 孤葉（このは） - 寿美菜子
- 杏狐（きょうこ）
- 狐鳥（ことり）
- 姫宮 真琴（ひめみや まこと） - 日笠陽子
- 白姫（しろひめ）
- 宗方 紀理夏（むなかた きりか）
- 紀理呼（きりこ）
- 紀理絵（きりえ）
- 細樹 彌子（ほそき みこ）

## 書籍情報
1. 2010年2月 ISBN 978-4-04-712652-7
2. 2010年6月 ISBN 978-4-04-712671-8
3. 2010年12月 ISBN 978-4-04-712705-0
4. 2011年5月 ISBN 978-4-04-712727-2
5. 2011年12月8日 ISBN 978-4047127685